# 폴 헬름

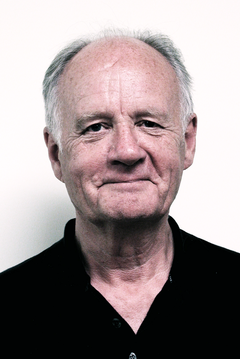

폴 헬름(Paul Helm, 1940년 - )은 영국출신의 철학자이며 개혁주의 신학자이다. 리젠트 칼리지에서 제임스 패커와 함께 교수로 일했다. 또한 스코틀랜드에 있는 하일랜드 신학교에서 교수를 하였다. 현재 런던에 위치한 킹스 칼리지에서 종교사와 철학 명예교수로 재직하고 있다.

## 저서
- The Providence of God (IVP, 1993)
- Calvin and the Calvinists ( Banner of Truth, 1982)
- John Calvin's ideas ( Oxford, 2004)

## 같이 보기
- 제임스 패커